# Станица (телесериал)
«Станица» — российский телесериал режиссёра Владимира Шевелькова, основанный на реальных событиях в станице Кущёвской. Авторы предлагают свою версию событий, предшествовавших массовому убийству в станице Кущёвской 4 ноября 2010 года.

## Сюжет
В кубанской станице Лощинская закон и порядок осуществляют не местное самоуправление и правоохранительные органы, а клан Волковых во главе с «доньей» Надеждой Алексеевной Волковой и её старшим сыном Николаем. Не гнушаясь такими методами, как взятки, вымогательство, шантаж, запугивания, похищение людей, побои, убийства, Волковы и их приближённые подчинили себе всё: местный бизнес, исполком, полицию, прокуратуру, избирательную комиссию и так далее. Но всё поменялось с приездом в станицу Марины Горобец — в недавнем прошлом замужней женщины, директора молочного хозяйства в соседнем районе, а нынче — безработной и разведённой красавицы в расцвете лет.

## В ролях
| Актёр              | Роль                                        |
| ------------------ | ------------------------------------------- |
| Нина Усатова       | Надежда Алексеевна Волкова, глава ОПГ       |
| Максим Дрозд       | Николай Волков, старший сын Волковой        |
| Павел Трубинер     | Сергей Волков, младший сын Волковой         |
| Мария Шукшина      | Марина Горобец                              |
| Сергей Никоненко   | Владислав Митрофанович Волков, муж Волковой |
| Евгений Сидихин    | Фёдор Горобец                               |
| Николай Добрынин   | майор Алексендр Евгеньевич Рябоконь         |
| Никита Салопин     | Михаил Лазарев, фермер                      |
| Мария Баева        | Нюра Осенева                                |
| Александра Лупашко | Света Горобец, дочь Горобец                 |
| Владимир Капустин  | Степан Королёв                              |
| Александр Воеводин | Василий Лукич, прокурор                     |
| Иван Кокорин       | Яременко, друг Рябоконя                     |
| Дмитрий Куличков   | Павел Бережной                              |
| Артём Быстров      | Иван Иванчук, друг Рябоконя                 |
| Павел Хрулёв       | Паша (Красавчик), подручный Волкова         |

## Съёмочная группа
- Режиссёр: Владимир Шевельков
- Автор сценария: Виталий Москаленко
- Оператор-постановщик: Александр Щурок
- Генеральный продюсер: Игорь Толстунов
- Художники: Антонина Маврина, Павел Романов
- Продюсеры: Сергей Козлов, Ксения Соколова

## Критика
Телесериал вызвал противоречивую реакцию. Жители станицы Кущёвской встретили его отрицательно. Они так отозвалась о телесериале:
Но были крайне возмущены, когда посмотрели сериал. Сергей Цапок показан там как этакий Робин Гуд, помогающий бедным и вообще неравнодушный к проблемам селян. А нас же выставили какими-то затюканными колхозниками, которые и пикнуть против «цапков» не могут! Но ведь это не так! Если мы и были забиты, то только равнодушным отношением чиновников к проблемам Кущёвской. Зачем надо было додумывать сюжет, если он и так был нехило закручен?
Убивали людей, насиловали девушек, а теперь стали прототипами героев сериала. Только Сергей вовсе не такой благородный, как показан, а озверевший подонок. Жутко всё это — и реальная история, и идея вытащить её на экран и приукрасить…
Кроме того, были озвучены обвинения в адрес Первого канала. Тот факт, что телесериал вышел до официального решения суда по делу об убийстве 12 человек, был крайне негативно оценён:
Это определённый сигнал, что телевизору можно и нужно доверять больше, чем людям в погонах. Давлением на суд это назвать нельзя – это нечто большее. Это красноречивая – а с учётом статуса Первого канала, практически официальная – дискредитация судебной системы современной РФ, как таковой
Юрий Быков был режиссёром сериала, но ушёл прямо со съёмочной площадки, так как не хотел «снимать халтуру». Идейные разногласия Быкова с продюсерами сериала состояли в том, что Быков стремился выяснить причины большого страха людей перед «Цапками», продюсеры же стремились выпустить сентиментальную мелодраму. Также Быков отмечал, что в дальнейшем «Цапков» показали в сериале «очень лицеприятно».
Сериал задумывался как рассказ о событиях в станице Кущёвской. Мне поначалу показалось, что это очень хорошее сочетание: возможность заработать деньги и создать собственный фильм на большую аудиторию. Но ещё на уровне сценария сериал превратился в историю о том, как героиня Маши Шукшиной ищет свою дочь. А не про Кущёвскую... И вдруг я понял, что я снимаю халтуру. И вот прямо на съёмочной площадке я взял сумку и ушёл. Потом мне присудили 2 млн рублей штрафа. Но в этот момент я сказал себе: парень, с продюсерами, особенно если уже есть сценарий, никто тебе авторского кино снимать не позволит.
Окончательным поводом к уходу стал момент, когда Быков обратился к одному из актёров со словами «Знаешь, что? Вот здесь написано вот так, а давай подумаем, может, персонаж в этот момент…», на что актёр ответил: «Слушай, уйди от меня. Мне сейчас всю эту лабуду нужно ещё в камеру сказать, а я это даже не читал». Заплатил за свой уход компании «Кинотелефильм» 2 152 500 рублей, согласно судебному решению.